# Protuberância occipital externa
A protuberância occipital externa localiza-se perto do centro da escama occipital. Estendendo-se lateralmente do mesmo para ambos os lados está a linha nucal superior e um pouco acima encontra-se tenuemente marcado o topo da linha nucal.
O ínion consiste no ponto mais elevado ou na ponta da protuberância occipital externa. 

## Ligações Externas
- external+occipital+protuberance no eMedicine Dictionary
- Predefinição:RocheLexicon
- https://web.archive.org/web/20071223042432/http://www.upstate.edu/cdb/grossanat/hnsklatob1.shtml